# Збереже
Збереже (пол. Zbereże) — село в Польщі, у гміні Воля-Угруська Володавського повіту Люблінського воєводства. Населення — 133 особи (2011).

## Історія
1646 року вперше згадується церква в селі.
За даними етнографічної експедиції 1869—1870 років під керівництвом Павла Чубинського, у селі переважно проживали греко-католики, які розмовляли українською мовою. 1872 року місцева греко-католицька парафія налічувала 1210 вірян. 1908 року в селі зведено православну церкву.
У 1921 році село входило до складу гміни Собібор Володавського повіту Люблінського воєводства Польської Республіки. За переписом населення Польщі 10 вересня 1921 року в селі налічувалося 87 будинків (з них 2 незаселені) та 552 мешканці, з них:
- 264 чоловіки та 288 жінок;
- 480 православних, 41 римо-католик, 29 юдеїв, 2 євангельські християни;
- 473 українці, 72 поляки, 5 євреїв, 2 німці.

У 1929 році польська влада в рамках великої акції руйнування українських храмів на Холмщині і Підляшші знищила місцеву православну церкву, а у липні-серпні 1938 року — ще одну церкву.
У 1975—1998 роках село належало до Холмського воєводства.

## Населення
Демографічна структура станом на 31 березня 2011 року:
|          | Загалом | Допрацездатний вік | Працездатний вік | Постпрацездатний вік |
| -------- | ------- | ------------------ | ---------------- | -------------------- |
| Чоловіки | 67      | 10                 | 47               | 10                   |
| Жінки    | 66      | 10                 | 36               | 20                   |
| Разом    | 133     | 20                 | 83               | 30                   |